# Little Dorrit

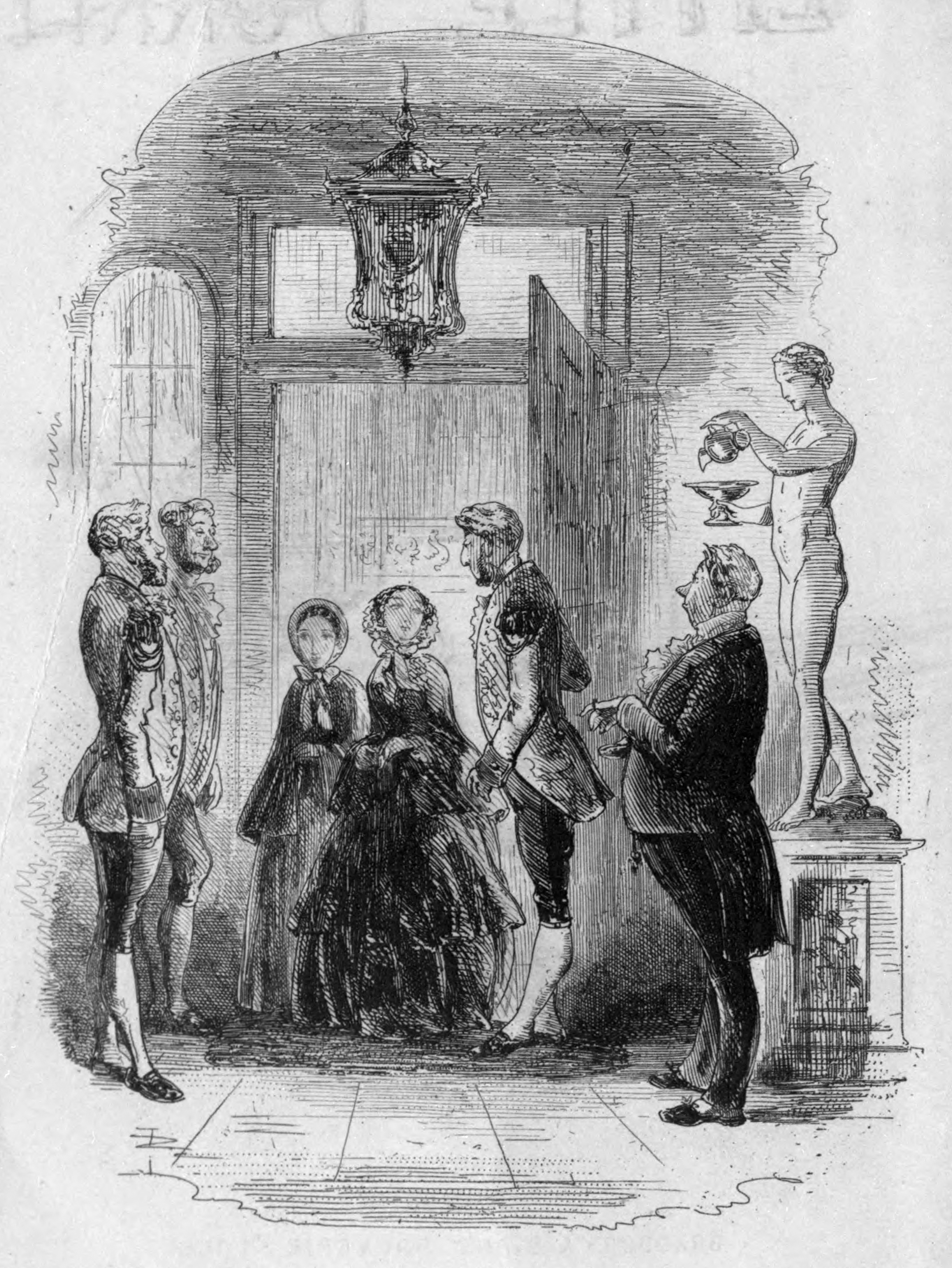

Little Dorrit és una novel·la escrita per Charles Dickens, publicada per primera vegada per fascicles de 1855 a 1857. L'obra és una sàtira fosca i directa sobre la incompetència del govern de l'època i la hipocresia de la societat victoriana.
Bona part de les crítiques de Dickens se centren a les presons de deutors de l'època, presons on s'empresonava els deutors sense possibilitat de treballar, fins que d'alguna manera pagaven els seus deutes; en molts casos, el deutor podia passar dècades a la presó abans de ser amnistiat davant l'evidència de ser incapaç de pagar, o moria a la presó oblidat per tots. Per criticar aquesta situació, Dickens situa bona part de la trama a la presó de deutors de Marshalsea, al marge dret del riu Tàmesi al seu pas per Londres.

## Argument
Comença en una presó de Marsella on es troba l'assassí Rigaud, que es posa davant del seu company de cel·la que ha matat a la seua rica esposa. Desembarca en la mateixa ciutat un grup d'anglesos, entre els quals es troba el protagonista de la novel·la, Arthur Clennam, que torna a Londres després d'haver passat els últims vint anys a la Xina comerciant, sense haver llaurat gran fortuna, junt amb son pare, que ha mort fa poc. Es creu que l'autor va voler reflectir que el també va nàixer en la presó de Marsella, ja que tampoc la seua família havia pagat tots els seus deutes així que va decidir posar eixe context. A Londres, Dickens ens presenta William Dorrit, un antic cavaller que porta tant temps purgant condemna en la presó (en realitat un gueto) per a deutors de Marshalsea que els seus fills, l'esnob Fanny, el vague Edward (àlies Tip) i la sacrificada Amy (àlies Xicoteta Dorrit) - han crescut en ella, i encara que viuen principalment en aquesta, poden, a diferència de son pare, eixir de presó a voluntat.
En arribar a Londres, Arthur visita a sa mare, la Sra. Clennam, una dona minusvàlida de rígids costums calvinistes, per a deixar la companyia de son pare i establir-se pel seu compte. La Sra. Clennam viu una peculiar i tensa relació amb el seu majordom, Jeremiah Flintwinch, qui creu poder fer d'ella el que vol, i de fet aconsegueix que el nom soci de la companyia Clennam ara que Arthur l'ha abandonat. És a casa de sa mare on Arthur coneix a la xicoteta Dorrit, qui, treballa allí com a acompanyant de la senyora Clennam per a guanyar-se el suport. Arthur se sent intrigat per la xicoteta Dorrit, i un dia la segueix per a descobrir que viu en la presó de Marshalsea; Amy acaba per donar-se compte que l'estava seguint, i li confessa la seua trista història. A partir d'aquest moment, Arthur s'interessa pels assumptes de la família Dorrit, i tracta d'ajudar-los, per a la qual cosa ha de torejar amb l'Oficina del Circumloqui, un ineficaç i corrupte cos burocràtic que l'única cosa que fa és posar-li traves. La xicoteta Dorrit no tarda a enamorar-se d'Arthur. Al temps, continua en relació amb els Meagles, una excèntrica família benestant amb què havia coincidit en el seu viatge de tornada a Europa, enamorant-se de la seua única filla, una xica capritxosa i consentida. A través d'ells, coneix Daniel Doyce, un enginyer brillant que hi ha tractat de vendre les seues creacions al govern anglès, xocant també amb l'Oficina del Circumloqui. Decideix ajudar-lo convertint-se en el seu soci comercial.
Mentrestant, no oblida la família Dorrit. En una visita a la seua antiga promesa, la malaguanyada Flora Finching, coneix el senyor Pancks, soci en els negocis del pare de Flora, amb qui, després d'una sèrie de perquisicions no revelades, acaba per descobrir que William Dorrit és l'hereu d'una gran fortuna amb què per fi podrà pagar els seus deutes i eixir de presó. Mr Dorrit és alliberat i decideix que, donada la fabulosa herència que ha rebut, la seua família hauria de donar-se el luxe de viatjar per distints llocs d'Europa i Itàlia, i es van de Londres amb una superba no compartida per la xicoteta Dorrit, qui per alguna raó desconfia de la sort de la seua família. Mr. Dorrit diposita bona part de la seua fortuna en la banca Merdle, recomanada per Arthur Clennam, qui creu haver vist en Merdle a un visionari de les finances. En una atac de senilitat, William Dorrit mor deixant a la xicoteta Dorrit sola a Itàlia. Torna a Londres a viure amb la seua germana Fanny,novençana amb Edmund Sparkler, un petimetre fillastre de Merdle.
Els fraudulents negocis de la banca Merdle la porten a la ruïna, i amb ella tant a Arthur com als Dorrit. Arthur, molt endeutat, acaba en la presó de Marshalsea malalt; la xicoteta Dorrit el cuida. Al temps, el temible Rigaud, que portava un temps a Londres, descobreix que la duresa amb què la Sra. Clennam tractava Arthur se deu al fet que en realitat Arthur no és fill seu, sinó del seu difunt marit, i que el seu interès en la xicoteta Dorrit, i la raó per la qual l'havia empleada com a dona de companyia, se devia al fet que la xicoteta Dorrit és l'hereva d'una gran propietat. Tracta de fer-li xantatge per això, però la senyora Clennam s'avança i li confessa tot a la xicoteta Dorrit, qui, tement que en apoderar-se de l'herència Rigaud compte al món sencer que Arthur és un bastard, decideix no fer res, i per descomptat no dir-ne res a Arthur.

## Personatges
S'ha dit que els personatges de Dickens són dels més memorables i creatius en la literatura anglesa —si no exclusivament per les seves peculiaritats insòlites, amb certesa pels seus noms. Personatges, com Ebenezer Scrooge, Fagin, Mrs. Gamp, David Copperfield, Charles Darnay, Oliver Twist, i molts altres, són tan ben coneguts, que es pot fins a creure que tenen una vida fora de les seves novel·les i que les seves històries continuarien amb altres autors. A Dickens li encantava l'estil del segle xviii, el romanç gòtic, fins i tot va arribar a jugar-hi —Northanger Abbey, de Jane Austen, va ser una molt coneguda paròdia— i mentre alguns són grotescs, les seves excentricitats no solen eclipsar les seves històries. Un dels personatges millor dibuixats dins de les seves novel·les és la mateixa Londres. Des dels bars dels afores de la ciutat fins a les ribes del Tàmesi, tots els aspectes de la capital britànica són descrits per algú que l'estimava veritablement i que passava moltes hores caminant pels seus carrers.

## Publicació original
La novel·la fou publicada en dinou fascicles mensuals publicats durant divuit mesos. Cada fascicle constava de 32 pàgines amb dues il·lustracions realitzades per Hablot Knight Browne, que signava amb el nom de ploma Phiz, i va costar un xíling a excepció del darrer, una publicació doble per dos xílings.

### Primer llibre:Poverty
- I – desembre 1855 (capítols 1–4)
- II – gener 1856 (capítols 5–8)
- III – febrer 1856 (capítols 9–11)
- IV – març 1856 (capítols 12–14)
- V – abril 1856 (capítols 15–18)
- VI – maig 1856 (capítols 19–22)
- VII – juny 1856 (capítols 23–25)
- VIII – juliol 1856 (capítols 26–29)
- IX – agost 1856 (capítols 30–32)
- X – setembre 1856 (capítols 33–36)

### Segon llibre:Riches
- XI – octubre 1856 (capítols 1–4)
- XII – novembre 1856 (capítols 5–7)
- XIII – desembre 1856 (capítols 8–11)
- XIV – gener 1857 (capítols 12–14)
- XV – febrer 1857 (capítols 15–18)
- XVI – març 1857 (capítols 19–22)
- XVII – abril 1857 (capítols 23–26)
- XVIII – maig 1857 (capítols 27–29)
- XIX-XX – juny 1857 (capítols 30–34)